# Stazione di Augusta Centrale
La stazione di Augusta Centrale (in tedesco Augsburg Hbf) è la principale stazione ferroviaria della città tedesca di Augusta, oltre ad essere la più vecchia stazione ancora in funzione della Germania.

## Storia
La prima stazione di Augusta fu costruita nel 1838, vicino a Rotes Tor (la porta rossa) in Baumgartnerstraße costruita dalla compagnia ferroviaria Monaco-Augusta, ed è entrata in funzione nel 1840; la città si stava sempre di più espandendo e con l'estensione del tratto "Ludwig-Süd-Nord-Bahn" (ferrovia ludoviciana sud-nord) e con l'ampliamento della sezione Augusta-Donauwörth i cittadini avevano bisogno di una nuova stazione soprattutto per chi non abitava in centro città, e così fu costruita una nuova stazione, quella di Augusta-Oberhausen.
In seguito vengono aggiunte nuove tratte alla già collaudata "Ludwig Sud-Nord" e nel 1847 viene anche esteso il collegamento ferroviario Augusta-Buchloe.

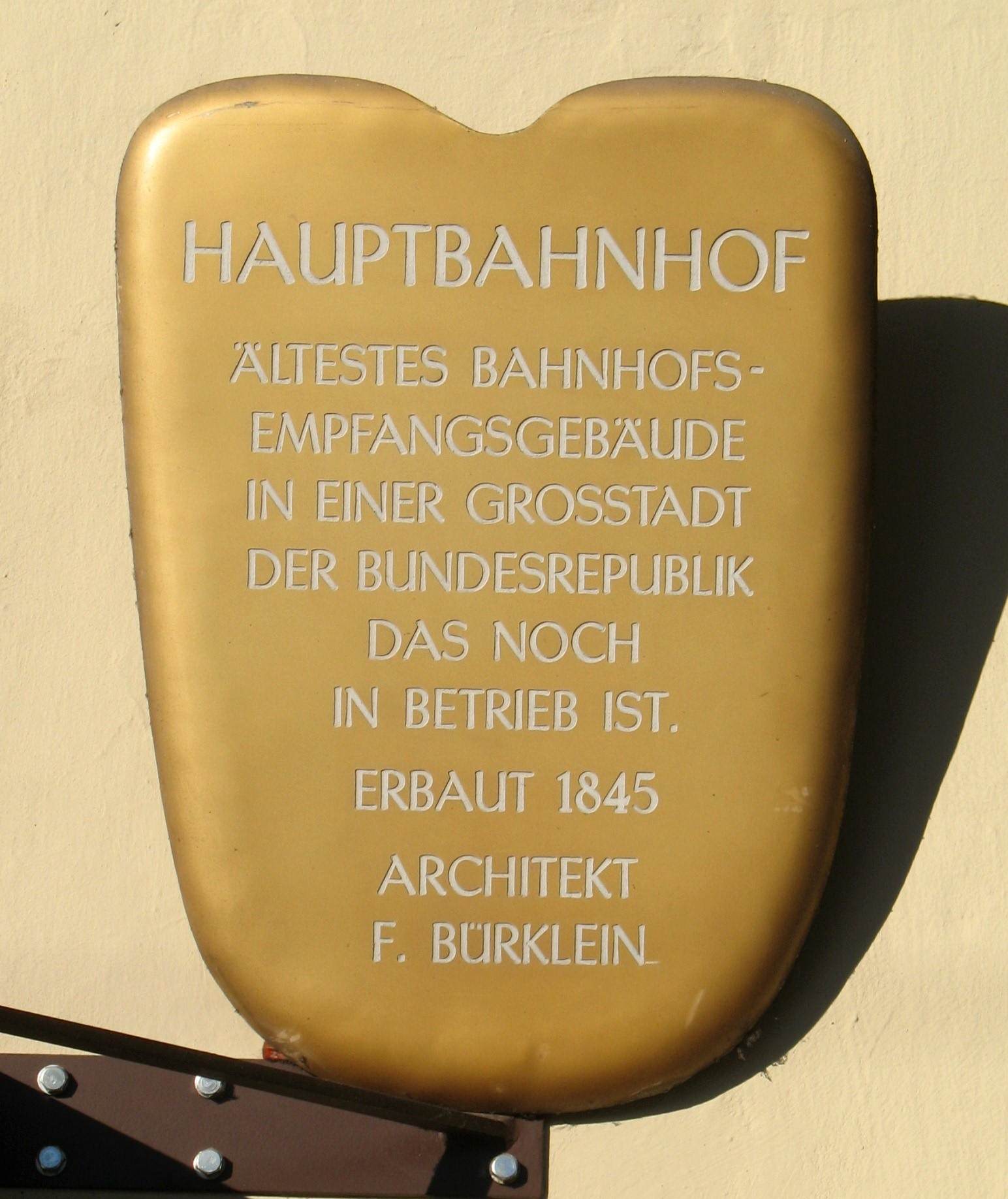
Targa all'entrata della stazione

Nel 1854 venne inaugurata la ferrovia Bayerische Maximiliansbahn che mette in collegamento Augusta e Ulma; in questo modo divenne necessaria l'edificazione di una nuova stazione più grande e moderna e la localizzazione fu individuata in quella che è l'attuale sede. Il progetto della nuova stazione fu affidata all'architetto Eduard Rüber (che ha anche progettato le stazioni delle città di Norimberga, Lindau, Bamberga e Rosenheim).
La stazione possiede pertanto il fabbricato viaggiatori più antico ancora in funzione della Repubblica Federale Tedesca (come ricorda la targhetta posta al di fuori dell'ingresso della stazione)
Tra il 1852 e il 1856 viene ancora ampliata con la costruzione della parte centrale dell'edificio, infine l'architetto Friedrich Bürklein, tra il 1868 e il 1871, ha convertito l'edificio in stile tardo romantico, raggiungendo così la versione definitiva.
In origine la stazione ferroviaria aveva due colori come tutti gli edifici rappresentativi dell'architettura dello stato bavarese del XIX secolo (caserme, stazioni e uffici postali); con gli anni la facciata era stata danneggiata dagli eventi atmosferiche e durante il nazismo è stata ridipinta in un unico colore, rimanendo così fino ad oggi.
Negli anni 50' le colonne di supporto in ghisa ornate da decorazioni furono sostituite da semplici pilastri di ferro.
L'ultimo importante intervento di restauro e ammodernamento è stato fatto nel 1983-1984, in previsione del duemillesimo anniversario di Augusta. Nel 1985 tra gli altri vennero ristrutturati le colonne e la lanterna sotto il telegrafo, ridisegnati basandosi sui disegni storici. Nel 2007 il settore della ristorazione è stato ricostruito ed è stato installato un nuovo pannello digitale per la segnalazione di arrivo e partenze. Nel 2011/2012 sono state ristrutturate l'ala sud e la zona di attesa per i viaggiatori.

## Tratte regionali
Dalla stazione ferroviaria principale di Augsburg, i treni regionali si dirigono verso Bad Wörishofen, Donauwörth, Füssen, Memmingen, Ingolstadt, Landsberg, Lindau, Monaco di Baviera, Norimberga, Oberstdorf, Schongau, Treuchtlingen, Ulm e Weilheim. Soprattutto sulla tratta per Monaco il traffico è intenso, per cui fino al cambiamento del calendario (il 13 dicembre 2009) sono stati utilizzati treni con carrozze a doppio piano in grado di trasportare quasi 1.000 passeggeri. In seguito sulla tratta tra Augsburg e Monaco sono state utilizzate le locomotive elettriche BR 440 (Fugger-Express), con frequenze similari a quelle della S-Bahn.

## Sviluppi futuri
Nel 2018 saranno terminati i binari 10 e 11 per ampliare la S-bahn (la suburbana).
Contemporaneamente è in fase di costruzione una fermata sotterranea dei tram con un tunnel sotterraneo che uscirà nei pressi di Königsplatz; la nuova fermata sarà collegata alla piattaforma con nuovi ascensori e scale mobili.
Il termine dei lavori è previsto per il 2022.